# マラソンマン (漫画)
マラソンマン（MARATHON MAN）は、井上正治の執筆による漫画作品。

## 概要
講談社発刊の漫画雑誌「週刊少年マガジン」に、1993年26号から1997年5・6合併号まで連載された。雑誌刊行元より発刊される単行本レーベル『KCマガジン（少年マガジンコミックス）』より単行本が全19巻で発刊された。
作名のとおりマラソンを題材としたスポーツ漫画であり、また同時にマラソンを巡る人間関係を一人の少年が青年となり世界の舞台に立つまでの成長を軸に据えて描き出した大河ドラマ的な側面を持つ感動作でもある。
この作品以降、著者・井上の作品は「～マン」と題されるのが恒例となり、それは次作『ポリスマン』および次々作『JUMPMAN』まで続いた。その事もあり「（井上）マンシリーズの初作」と呼ばれる事もある。
なお、同名の小説およびそれを原作とした映画作品があるが、それら作品群とは全く関係はない。

## あらすじ
前述の通り、物語は主人公の成長と年代を軸に語られている。そのため、ストーリーは大きく分けて3部に分かれる。

### 第1部
1巻収録・第1話から6巻収録・第50話まで
高木一馬は父子家庭に育ち、市立香住台小学校に通う小学3年生。父親の勝馬は呑んだくれで競馬にあけくれ、子どもの参観日すらも酒に溺れてすっぽかす、どうしようもないタクシー運転手だった。
そんな父を軽蔑しきっていた一馬だったが、ある日、家の押入れから埃にまみれたスクラップ・ブックを見つけ出す。それは、かつての父の栄光の姿を記したものだった。勝馬はかつて、日本陸上長距離界に彗星のごとく現れ期待された若手選手だったのだ。
同時期。勝馬はかつての妻にして一馬の実母である美也子と偶然に再会。一馬の養育権を巡って口論になる。勝馬は自らの下に一馬を置いて家を出た美也子を非難するが、一方で美也子は「迎えに来るのに時間がかかっただけ」と盗っ人猛々しい台詞を言い放ち、勝馬の現況を片っ端から非難。自らの元に一馬を取り戻すと一方的に宣言した。
打ちひしがれて家に戻った勝馬は、そこでスクラップ・ブックに顔を埋めて眠る一馬の姿を見る。一馬は父のかつての雄姿に感動して泣き濡れていた。そして勝馬は息子の姿に自ら、福岡国際マラソンでのカムバックを決意する。
すでに終わったと思われたマラソン選手と、その息子。マラソンという大舞台で、親子二人三脚の世界への挑戦が始まる。

### 第2部
6巻収録・第50話から16巻収録・第136話まで
時が経ち、一馬は高校生から大学進学に臨む年になっていた。しかし、その姿はマラソンはおろか陸上の世界にすら存在していなかった。彼は水泳の世界で日本記録をたたき出すほどのスイマーとなり、体育系の名門・筑摩大学に水泳特待生として入学していたのだ。
もはやこの時、一馬の父・勝馬はこの世の者ではなくなっていた。長きに渡るブランクからの急激な復活。その後の度重なる無理が続き、それはついに破綻をきたした。最終的に世界選手権（ワールド・カップ）マラソンで、それは起こってしまったのである。
最愛の父のゴール直前の死という悲劇。それに伴い、母に引き取られたことによる環境の変化。一馬はかつて持っていた、マラソンに対する希望と情熱を失いかけていた。
ところがある日、思いもかけない人物と再会することになる。一馬が父を喪った世界選手権マラソンの優勝者、マモ・ベライン。彼はすでに何名もの弟子を抱え、自らもなお世界中の大会を荒らし、マラソンの皇帝と呼ばれるようになっていた。しかし、その行動・言動はスポーツマンのそれではなく、自らの行動をすべて金に換えようとするかのごとき、欲にまみれた「無敵の暴君」の姿そのものだった。
マラソン界に君臨する暴君の姿。そのマモに敗れた父の無念。その全てが一馬の中で暴れ狂い、ついに一馬は自ら水泳特待生の道を閉ざし、陸上部に再入部。特待生でもなんでもない一般部員として、最悪のスタートを切る事になる。
しかし、その生活の中で一馬は無二の理解者である先輩・阿川泰と運命の出会いを果たす。そして、他の一般部員の仲間と共に、走る事の喜びを取り戻し、そして更なる目標に向かって走り出す。
目指すは大学陸上長距離最大の華舞台。箱根駅伝!

### 第3部
16巻収録・第137話から19巻収録・第163話（最終話）まで
箱根駅伝から5年の月日が流れていた。実業団に入っていた阿川は、そこで利権にまみれた陸上界の現実に押しつぶされそうになっていた。挙句の果てに、軋轢からチームメイトを殴り謹慎処分を受けた彼は、既知のいる北海道で衝撃の再会を果たす。
それは駅伝終了直後に友を亡くしたショックで謎の失踪を遂げていた一馬の姿だった。「走ることで最愛の人たちを亡くす」という悲劇を身に思い知った彼は、かつての父と同じように北海道でタクシー運転手に身をやつしていたのである。
心破れた一馬をそっと見守り、励ましながら、その再起を信じる阿川。その思いが実り、一馬はついに紆余曲折を経て再起に向けて一歩を踏み出す。そんな彼らの前に、利権のために魂を売り渡す陸上選手たちが現れる。一馬はその姿に、仇敵であるマモの映し身を見た。そして一馬と阿川は、かつて勝馬も踏んだ大舞台である北海道マラソンに挑む。そして―――その舞台には、あのマモの姿もあった。
父から子へと受け継がれたマラソンの情熱。その信念が、ついに金と利権にまみれた者たちに挑む!

## 登場人物
高木一馬（たかぎ かずま）
本作における全編を一貫して登場する主人公。この物語は、彼の行動を軸に語られる。基本的に純粋で心優しい性格の持ち主。血液型がRh-O型のため、出血を伴う怪我は、容易に命にかかわる事態に陥る。この事が父・勝馬の死を早める遠因となる。
第1部では市立香住台小学校に通う小学生。呑んだくれの父を軽蔑していたが、勝馬のマラソン優勝の新聞記事を見つけたことで、マラソンに興味を持つ。以降は勝馬のコーチ兼ファンとして優秀な働きをする。自分自身については運動神経がないとコンプレックスを持っていたが、勝馬のアドバイスもあり校内マラソンでは優勝。それを見込まれ、サッカーの代表にも選出される。ここでもその純粋さでムードを変えるキーマンとして活躍。この頃から人に愛されるキャラクターと、後に水泳や陸上で活躍する才能を発揮する。
第2部では筑摩大学競走部に在籍する大学生と成長している。阿川と出会い、走る事の意味を思い出してどん底から這い上がっていく。高校時代に水泳競技50m自由形で日本タイ記録を持ち、水泳部として推薦入学するが、競走部に入部。奨学金を断り、始めたアルバイト先でもマスター等多くの人と出会い、あらゆる出来事に遭遇する。
第3部ではヒロシを失った失意の果てに、無為に過ごすタクシー運転手となっていたが、阿川との再会で再び走る情熱を取り戻し、父の歩んだ道を再び追い始める。
高木勝馬（たかぎ かつま）
一馬の父。第1部における実質的な主人公。血液型が一馬と同じでRh-O型である。
かつては日本長距離陸上の世界に彗星のごとく現れた期待の若手だったが、その後落ちぶれて呑んだくれ親父になる。しかし息子のためにカムバックを決意する。現役時代は精神力の弱さ・もろさがネックとなり、他者に抜かれただけで勝負を捨てるランナーだった。しかし、一馬への想いをバネにして、これを克服。その後は再起を果たした奇跡のランナーとして様々なレースを勝ち上がっていく。
オリンピックにも出るかと思われたが、その前哨戦としてパリで開催された世界選手権マラソンにて、ゴール直前・暫定2位・トップを抜く寸前に急性心不全発作を起こし転倒。そのまま帰らぬ人となってしまった。
マモ・ベライン
第1部から登場し、本作品のボスとして圧倒的強さで15年間君臨し続けた。幼い頃に離婚して別れた母に会うため毎晩30kmの道を走り続けたが、ある日母の再婚相手に見つかり、暴力を振るわれたため殺してしまう。その後は刑務所で服役していたが、戦争に出れば釈放という条件で戦場へ行き何人もの人間を殺した。マラソンはあくまでも金儲けと考えている。第3部の北海道マラソンでも一馬を振り切って勝つが、「本当の勝者はお前だ」と英語で話し、その実力を認めた（一馬はマモの200m後方の位置からスタートしており、「同じ位置に立っていたら自分は負けていただろう」と併せて答えていた）。最終回では遂に一馬に敗れた事で体力の限界を感じ、現役を引退して後進の指導に専念する決意を固める。この頃には地元の英雄として豪邸を建て、理解ある妻と三人の子供に恵まれるなど、幸せな家庭も築いていた。
ブルース・ドーン
勝馬の親友で医者でもあるオリンピック金メダリスト。独特の練習方法やフォームをもつユニークなアメリカ人。息子をなくしていて、一馬の良き理解者でもある。第2部ではIVYリーグ選抜の監督も務めた。
阿川泰（あがわ やすし）
第2部以降に登場し、一馬の才能と負けず嫌いな性格をいち早く見抜いた、筑摩大学時代の先輩。大学ではＷ大の大泉と1、2を争うほどの名選手。多数の女性と関係を持っている。親は日本有数の社長で競走馬も保有していたがインサイダー取引で父親は逮捕されているが後に釈放された。勝馬のファンでもある。『ポリスマン』でもゲストとして登場する。
立木京香（たちき きょうか）
第1部から登場、一馬の幼なじみで大学も同じの女性。一馬のことが好きだったが、劇中では結局結ばれなかった。家が裕福で頭も良く、運動神経も良い、更に容姿端麗で非の打ち所がない。しかし大学時代に親が事業に失敗してサラ金に手を出し借金を背負い、しかたなくデートクラブでアルバイトをしているところを一馬達に助けられる。
高橋美樹（たかはし みき）
第2部以降で登場したフリールポライター。阿川の高校の同級生であり陸上部のマネージャー。容姿もスタイルもよく男性陣に人気があり阿川も狙っていた。第3部では編集者と婚約をしている。
ロジェ・ミルバ
第2部以降に登場したマモの弟子。一馬と阿川が参加したトライアスロンではショートディスタンスの大会にもかかわらず、会場まで100km以上の距離を自転車で移動し、試合前にロングディスタンス近い距離を泳ぐ程の強靭さを見せた。大学では駅伝に参加していたが、一馬と同区間を走ることはなかった。
伊集院鉄男（いじゅういん てつお）
一馬のアルバイトしているバーのオカママスターにして良き理解者。昔はヤクザをしており数々の伝説を持っている。刑務所でカマを掘られてからオカマになったとされている。料理が上手く、マッチョな男がタイプらしい。ヤクザ時代は困っているカタギを放っておけない、義理人情に溢れる心優しいヤクザであると同時に、「昇り龍の鉄」の二つ名を持つほどの実力者。背中には昇り龍の入れ墨がある。また、ヤクザ気質になる際は普通の男言葉に戻る。
桂木（かつらぎ）
第2部以降に登場し、第2部では30歳の大学生で一馬により陸上部へ戻る。妻を亡くし二人の子持ち。息子の名前を同じ一馬にした勝馬に憧れていた。高校卒業後に実業団入りするも獣医になりたくて大学に入学する。
ヒロシ
第2部に登場。元は捨て子で、同じ養護施設で兄妹同然に育った少女トモコが、引き取られた先の養父に放任されていたことが原因で病死し、激昂して養父を殺害。刑務所に服役した後ヤクザの下っ端となった。京香の借金返済のために一馬が参加した賭レースで対戦し、根性で勝利。以降は友情を深めることとなる。忠太郎というとても頭のいいハムスターをペットとして飼っている。阿川からはマラソンランナーとしての才能もあるのではと見込まれていた。賭レースの時に関わっていた新聞社の悪徳デスクが、ヤクザとの癒着がばれてクビにさせられており、その事による激しい逆恨みで一馬の殺害を企てた元デスクの盾となって命を散らせる。これが元で一馬は心に大きな傷を負い、マラソンから一時離れる羽目になる。